# Kovarians
En kovarians er et spredningsforhold mellem to forskellige stokastiske variabler X og Y og betegnes {\displaystyle {\mbox{Cov}}(X,Y)}. Den regnes:

{\displaystyle {\mbox{Cov}}(X,Y)={\mbox{E}}[(X-{\mbox{E}}(X))\cdot (Y-{\mbox{E}}(Y))]}

hvor {\displaystyle {\mbox{E}}(X)} angiver middelværdien for {\displaystyle X}. En fortolkning af formlen er, at hvis {\displaystyle X} er høj i forhold til sin middelværdi når {\displaystyle Y} er høj i forhold til sin middelværdi (og ligeledes med lav), varierer {\displaystyle X} og {\displaystyle Y} "sammen" (derfra navnet kovarians, ko = sammen).
Kovarians er ikke uafhængig overfor skalering: Hvis {\displaystyle X} bliver fordoblet, bliver kovariansen også fordoblet. Korrelation er et andet mål, som kan bruges, når man vil undgå dette problem.

## Empiriske størrelser
For en stikprøve med {\displaystyle n} datapunkter {\displaystyle (x_{1},x_{2},\dots ,x_{n})} og {\displaystyle (y_{1},\dots ,y_{n})} beregnes empiriske kovarians således:
{\displaystyle {\mbox{Cov}}(X,Y)={\frac {1}{n}}\sum _{i=1}^{n}(x_{i}-{\bar {x}})\cdot (y_{i}-{\bar {y}})}
hvor {\displaystyle {\bar {x}}} er gennemsnittet af {\displaystyle x}

## Regneregler
Rækkefølgen af X og Y er ligegyldig:
{\displaystyle \ {\mbox{Cov}}(X,Y)={\mbox{Cov}}(Y,X)}
Kovariansen mellem en variabel og sig selv er lig variansen:
{\displaystyle \ {\mbox{Cov}}(X,X)={\mbox{Var}}(X)}
Skaleres X og Y med konstanterne a henholdvist b, vil kovariansen skaleres med produktet af de to konstanter:
{\displaystyle {\mbox{Cov}}(a\cdot X,b\cdot Y)=a\cdot b\cdot {\mbox{Cov}}(X,Y)}
Kovarians kan også skrives
{\displaystyle {\mbox{Cov}}(X,Y)={\mbox{E}}(X\cdot Y)-{\mbox{E}}(X)\cdot {\mbox{E}}(Y)}
Heraf følger, at hvis X og Y er uafhængige, vil kovariansen være nul, da {\displaystyle {\mbox{E}}(X\cdot Y)={\mbox{E}}(X)\cdot {\mbox{E}}(Y)} for uafhængige variable.